# نشرات إنتربول

شعارات نشرات الإنتربول

إن نشرات الإنتربول أو إشعارات الإنتربول هو تنبيه دولي يوزعه الإنتربول لإبلاغ المعلومات حول الجرائم والمجرمين والتهديدات من قبل الشرطة في دول الأعضاء (أو كيان دولي معتمد) إلى نظرائهم في جميع أنحاء العالم. تتعلق المعلومات التي تم نشرها عبر النشرات بالأفراد المطلوبين لارتكابهم جرائم خطيرة، والمفقودين، وجثث مجهولة الهوية، والتهديدات المحتملة، والهروب من السجن، وطريقة عمل المجرمين.
هناك ثمانية أنواع من النشرات، سبعة منها مرمزة حسب وظيفتها: الأحمر والأزرق والأخضر والأصفر والأسود والبرتقالي والأرجواني. الإشعار الأكثر شهرة هي النشرة الحمراء التي تعد «أقرب صك لمذكرة توقيف دولية مستخدمة اليوم». يصدر نشرة خاصة ثامنة بطلب من مجلس الأمن التابع للأمم المتحدة.
يتم إصدار النشرات التي ينشرها الإنتربول إما بمبادرة خاصة من المنظمة أو بناءً على طلبات من المكاتب المركزية الوطنية (NCBs) للدول الأعضاء أو الكيانات الدولية المعتمدة مثل الأمم المتحدة والمحكمة الجنائية الدولية. تنشر جميع النشرات على موقع الإنتربول الآمن. يمكن أيضًا نشر مقتطفات من النشرات على موقع الإنتربول العام إذا وافقت الجهة الطالبة.
يجوز للإنتربول نشر النشرات في حال الالتزام بجميع الشروط القانونية المناسبة. على سبيل المثال، لن يتم نشر أي نشرة إذا كانت تنتهك دستور الإنتربول، الذي يمنع المنظمة من القيام بأنشطة ذات طبيعة سياسية أو عسكرية أو دينية أو عرقية. قد يرفض الإنتربول نشر أي إشعار يعتبره مخاطرة غير محتملة أو محتملة.
يجوز إصدار النشرات بأي من اللغات الرسمية الأربع للإنتربول: الإنجليزية والفرنسية والإسبانية والعربية.

## أنواع النشرات
| النشرة                                                       | تفاصيل |
| ------------------------------------------------------------ | --- |
| حمراء                                                        | طلب مكان / اعتقال شخص مطلوب من قبل سلطة قضائية أو محكمة دولية بهدف تسليمه / تسليمها                       |
| زرقاء                                                        | تحديد أو الحصول على معلومات عن شخص مهم في تحقيق جنائي                                                     |
| خضراء                                                        | للتحذير من الأنشطة الإجرامية لشخص ما إذا كان هذا الشخص يعتبر تهديدًا محتملاً للسلامة العامة                 |
| صفراء                                                        | تحديد مكان شخص مفقود أو التعرف على شخص غير قادر على التعرف على نفسه                                       |
| سوداء                                                        | لطلب معلومات عن جثث مجهولة الهوية                                                                         |
| برتقالي                                                      | للتحذير من حدث أو شخص أو شيء أو عملية تمثل تهديدًا وخطرًا وشيكًا على الأشخاص أو الممتلكات                    |
| أرجواني                                                      | لتوفير معلومات عن طريقة العمل أو الإجراءات أو الأشياء أو الأجهزة أو أماكن الاختباء التي يستخدمها المجرمين |
| النشرة الخاصة بين الإنتربول ومجلس الأمن التابع للأمم المتحدة | إبلاغ أعضاء الإنتربول بأن الفرد أو الكيان يخضع لعقوبات الأمم المتحدة                                      |

يشبه الإشعار طلب آخر للتعاون أو آلية التنبيه المعروفة باسم «الانتشار». ويعتبر أقل رسمية من الإشعار، ولكنه يستخدم أيضًا لطلب اعتقال أو مكان فرد أو معلومات إضافية فيما يتعلق بتحقيق الشرطة. يتم تعميم النشر مباشرة من قبل دولة عضو أو كيان دولي إلى البلدان التي تختارها، أو إلى عضوية الإنتربول بأكملها ويتم تسجيله في وقت واحد في قواعد بيانات الإنتربول.

## التاريخ
تم إنشاء نظام النشرات الدولية في عام 1946 عندما أعاد الإنتربول تأسيس نفسه بعد الحرب العالمية الثانية في الضاحية الباريسية في سانت كلاود. كان يتألف في البداية من ستة نشرات مشفرة بالألوان؛ الأحمر والأزرق والأخضر والأصفر والأسود والأرجواني. في عام 2004، تم إضافة اللون السابع البرتقالي.
في عام 2005، تم إنشاء النشرة الخاصة بين الإنتربول ومجلس الأمن التابع للأمم المتحدة بناء على طلب مجلس الأمن التابع للأمم المتحدة من خلال القرار 1617 لتوفير أدوات أفضل لمساعدة مجلس الأمن على تنفيذ ولايته فيما يتعلق بتجميد الأصول وحظر السفر وحظر الأسلحة يستهدف الأفراد والكيانات المرتبطة بالقاعدة وطالبان وتبناه الإنتربول في جمعيته العامة الرابعة والسبعين في برلين في سبتمبر 2005.

### 2011
نشر الإنتربول قرابة 26500 إشعار ونشر في عام 2011:
| أحمر | أزرق | أخضر  | الأصفر | أسود | البرتقالي | أرجواني | الإنتربول- الأمم المتحدة | الانتشار |
| ---- | ---- | ----- | ------ | ---- | --------- | ------- | ------------------------ | -------- |
| 7678 | 705  | 1,132 | 1,059  | 104  | 31        | 8       | 30                       | 15708    |

كان هناك 40836 إشعارًا و 48310 نشرات متداولة في نهاية عام 2011، وتم اعتقال 7958 شخصًا على أساس إشعار أو نشر خلال عام 2011.

### 2012
نشر الإنتربول حوالي 32,750 إشعار ونشر في عام 2012:
| أحمر  | أزرق  | أخضر  | الأصفر | أسود | البرتقالي | أرجواني | الإنتربول- الأمم المتحدة | الانتشار |
| ----- | ----- | ----- | ------ | ---- | --------- | ------- | ------------------------ | -------- |
| 8,136 | 1,085 | 1,477 | 1,691  | 141  | 31        | 16      | 78                       | 20,130   |

كان هناك 46994 إشعار و 66614 نشر في التداول في نهاية عام 2012.

### 2013
نشر الإنتربول حوالي 34,920 إشعار ونشر في عام 2013:
| أحمر  | أزرق  | أخضر  | الأصفر | أسود | البرتقالي | أرجواني | الإنتربول- الأمم المتحدة | الانتشار |
| ----- | ----- | ----- | ------ | ---- | --------- | ------- | ------------------------ | -------- |
| 8,857 | 1,691 | 1,004 | 1,889  | 117  | 43        | 102     | 79                       | 21183    |

كان هناك 52,880 إشعار و 70,159 نشر في التداول في نهاية 2013. تم اعتقال 7958 شخصًا بناءً على النشرة خلال عام 2013.

## الجدل
يصف بيل برودر، الرئيس التنفيذي لشركة هيرميتاج كابيتال مانجمنت، في كتابه، Red Notice: A Story Story of High Finance، Murder، One Man's Fight Fight من أجل العدالة ، كيف طلبت الحكومة الروسية مرارًا أن تصدر الإنتربول إشعارًا أحمر بشأن اعتقاله. ورفضت الإنتربول القيام بذلك على أساس أنها اعتبرت الطلب «ذا طابع سياسي في الغالب وبالتالي يتعارض مع قواعد الإنتربول وأنظمته». غير قادر على تأمين تسليمه، وحوكم برودر وأدين من قبل محكمة موسكو بتهمة التهرب الضريبي غيابيا.
في يناير 2017، دعت التجارب العادلة للمنظمات غير الحكومية التي تتخذ من المملكة المتحدة مقراً لها، الإنتربول إلى إدخال عمليات تحقق أكثر صرامة. وصرح الرئيس التنفيذي للمحاكمة العادلة جاغو راسل، «لقد سمحت الإنتربول لنفسها باستخدام الأنظمة القمعية في جميع أنحاء العالم لتصدير اضطهاد المدافعين عن حقوق الإنسان والصحفيين والمعارضين السياسيين». كانت هناك مخاوف بشأن تضارب المصالح وكذلك في مارس 2017، تبرعت الإمارات العربية المتحدة بـ 54 مليون دولار للإنتربول، وهو ما يعادل تقريبًا مساهمات جميع الدول الأعضاء الأخرى. وصرح الأمين العام للإنتربول، يورغن ستوك، بأن الإنتربول أنشأ فريق عمل لمراجعة الطلبات «بشكل أكثر كثافة».

### جدل النشرة الحمراء
ظهر في عام 2013 أن إشعارات الإنتربول الحمراء كانت غير دقيقة في بعض الأحيان ويمكن أن تكون ذات دوافع سياسية. أشارت المنظمات غير الحكومية مثل Fair Trials International إلى ضوابطها الداخلية المحدودة لمعالجة الانتهاكات السياسية. لدى العديد من أعضائها سجلات سيئة في مجال حقوق الإنسان وحكومات فاسدة وغير ديمقراطية واتهموا بإساءة استخدام شبكات الإنذار الأحمر لأغراض سياسية.
بعض الإشعارات الحمراء مثيرة للجدل، وقد تم استخدامها لاضطهاد معارضي الأنظمة، على سبيل المثال الرئيس الأوكراني السابق، فيكتور يانوكوفيتش، الذي تمت إزالة إشعاره الأحمر لأنه تبين أنه طلب سياسي. أصدرت الإنتربول سياسة جديدة للاجئين في عام 2015، تنص على أنه لا ينبغي إصدار إشعار أحمر ضد اللاجئ عندما تطلبه الدولة التي فر منها اللاجئ في البداية.
في نوفمبر 2018، أصدرت البحرين إشعارًا أحمر للاعب كرة القدم والمنشق حكيم العريبي، الذي فر من البحرين في 2014 وحصل على وضع اللاجئ في أستراليا بعد بضع سنوات. ألقي القبض عليه لدى وصوله إلى تايلاند مع زوجته لقضاء شهر عسل في نوفمبر 2018 من قبل الشرطة التايلاندية على أساس الإشعار الأحمر، على الرغم من سحب الإشعار الأحمر بعد بضعة أيام على أساس عدم الشرعية، وهو ينتظر المحاكمة لمحاربة التسليم إلى البحرين، حتى 9 فبراير 2019. كانت هناك حملة عالمية تحث تايلاند على عدم تسليمه.
كان هناك قلق متزايد بشأن استهداف اللاجئين من خلال النشرات الحمراء بشكل غير قانوني. ومن الأمثلة الأخيرة على قضية العريبي، اعتقال الناشط الروسي بيتر سيلاييف في إسبانيا ومحامي حقوق الإنسان الجزائري رشيد مسلي في إيطاليا. في قضية العريبي، على الرغم من سحب الإشعار الأحمر بعد أيام قليلة فقط من إصداره، أصدرت البحرين مع ذلك أمر تسليم، وامتثلت تايلاند، مما أدى إلى محاكمة اضطر فيها العريبي إلى الدفاع عن معارضته للتسليم.

## لجنة مراقبة ملفات الإنتربول (CCF)
لجنة مراقبة ملفات الإنتربول (CCF) هي هيئة مراقبة مستقلة. تعمل بما يتماشى مع عدد من القواعد والوثائق الرسمية ولها ثلاث وظائف رئيسية:
- مراقبة تطبيق قواعد حماية البيانات على البيانات الشخصية التي يعالجها الإنتربول
- تقديم المشورة فيما يتعلق بأي عمليات أو مشاريع تتعلق بمعالجة المعلومات الشخصية
- معالجة طلبات الوصول إلى ملفات الإنتربول

في عام 2008، صوتت الجمعية العامة للإنتربول لتعديل دستور الإنتربول لدمج CCF في هيكلها القانوني الداخلي، وبالتالي ضمان استقلاليتها.
ومع ذلك، فإن أهم وظيفة لـ CCF هي النظر في الالتماسات القانونية المقدمة من الأفراد الذين يطلبون إلغاء النشرات الحمراء. تنجح مثل هذه الالتماسات، كقاعدة عامة، فقط عندما يُعتبر الإخطار الأحمر منتهكًا لدستور الإنتربول إما لأنه يسيء إلى الإعلان العالمي لحقوق الإنسان أو لأنه صدر لأسباب سياسية أو دينية أو عسكرية أو عرقية. في مقابلة أجرتها مجلة فوربس أفريقيا في يوليو 2013، لاحظ محامي الدفاع الدولي الرائد نيك كاوفمان أن الأمر قد يستغرق شهورًا حتى يصدر CCF قرارًا بشأن هذا الالتماس مضيفًا أن هيئة المراجعة «لا يتعين عليها تقديم أسباب لقرارها ولا يوجد حق الاستئناف».

## في الثقافة الشعبية
في النسخة الأصلية لعام 1985 من لعبة الكمبيوتر برودربوند أين كارمن ساندييغو في العالم؟ ، الجزء الأول من هدف اللاعب في كل مهمة هو الحصول على إشعار إنتربول أحمر (يوصف بشكل غير دقيق بأنه «مذكرة اعتقال») ضد عضو في نقابة إجرامية وهمية. [بحاجة لمصدر]

## روابط خارجية
- الموقع الرسمي
 من إخطارات الإنتربول
  - مطلوبين
  - اشخاص مفقودين